# Sphaerostephanos kalkmanii
Sphaerostephanos kalkmanii är en kärrbräkenväxtart som beskrevs av Holtt. Sphaerostephanos kalkmanii ingår i släktet Sphaerostephanos och familjen Thelypteridaceae. Inga underarter finns listade.